# Tonga himnusza

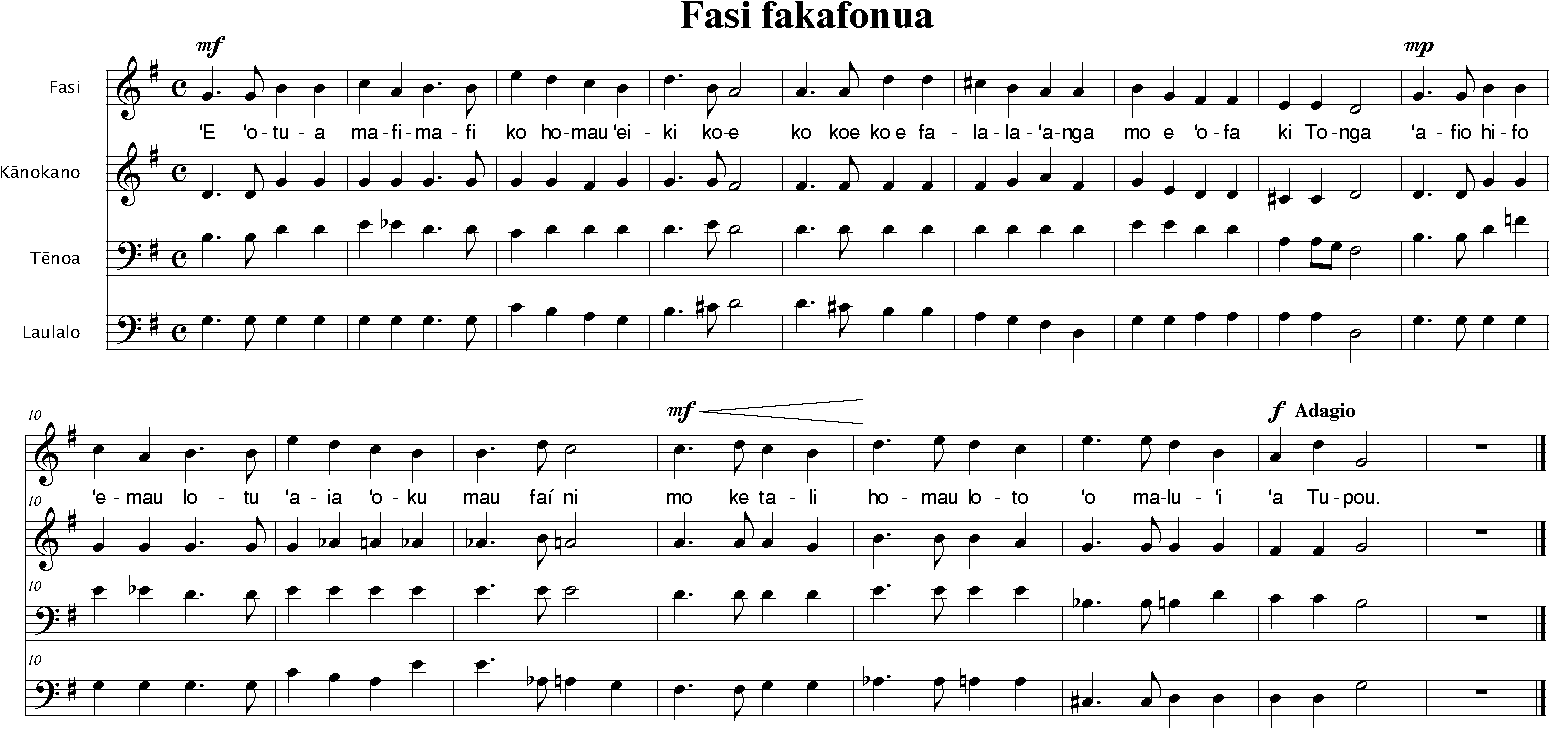
Tonga himnuszának kottája

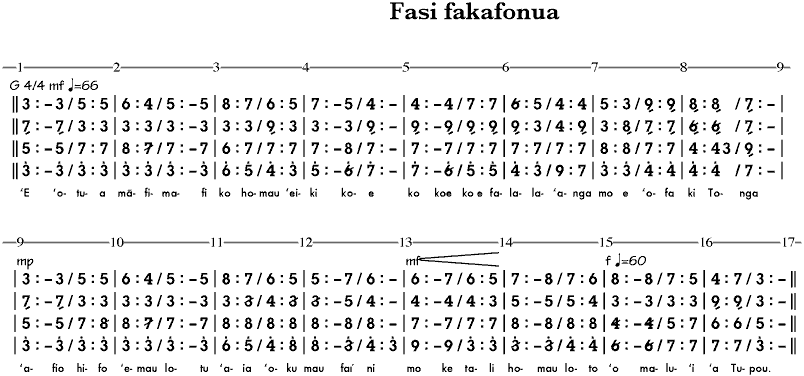
Tonga himnusza tongai hangjegyekkel

A Ko e fasi ʻo e tuʻi ʻo e ʻOtu Tonga Tonga hivatalos nemzeti himnusza. A címe magyarra fordítva: „Tonga Szigetek királyának dala”, amit a köznyelv csak Fasi fakafonuénak nevez. A himnusz szövegét Uelingatoni Ngū Tupoumalohi herceg írta, a zenéjét Karl Gustavus Schmitt szerezte.
A himnuszt legelőször 1874-ben játszották.
| Ko e fasi ʻo e tuʻi ʻo e ʻOtu Tonga ʻE ʻotua māfimafi ko homau ʻeiki koe ko koe ko e falalaʻanga mo e ʻofa ki Tonga. ʻAfio hifo ʻemau lotu ʻaia ʻoku mau faí ni mo ke tali homau loto ʻo maluʻi ʻa Tupou. | Tonga Szigetek királyának dala Ó mindenható Isten, te vagy a mi urunk, te vagy Tonga támasza, és szeretete. Tekints le ránk, és hallgasd meg imánk, amiben kérünk téged, védd meg Tupou-t. |